# Сенаторы от департамента Нор
В соответствии с законодательством Франции избрание сенаторов осуществляется коллегией выборщиков, в которую входят депутаты Национального собрания, члены регионального и генерального советов, а также делегаты от муниципальных советов. Количество мест определяется численностью населения. Департаменту Нор в Сенате выделено 11 мест. В случае, если от департамента избирается 4 и более сенаторов, выбор осуществляется среди списков кандидатов по пропорциональной системе с использованием метода Хэйра. Список кандидатов должен включать на 2 имени кандидата больше, чем число мандатов, и в составе списка должны чередоваться мужчины и женщины.

## Результаты выборов 2023 года[1]
В выборах сенаторов 2023 года участвовали 16 списков кандидатов и 5700 выборщика.
|       | Лидер списка        | Политическая направленность                               | Получено голосов | %     | Кол-во мест | +/- (к 2023 г.) |
| ----- | ------------------- | --------------------------------------------------------- | ---------------- | ----- | ----------- | --------------- |
|       | Дани Ваттебле       | Разные правые, Союз демократов и независимых, «Горизонты» | 889              | 15,60 | 2           | +1              |
|       | Патрик Канне        | Социалистическая партия, Разные левые                     | 810              | 14,21 | 2           | 0               |
|       | Эрик Боке           | Коммунистическая партия                                   | 639              | 11,21 | 2           | 0               |
|       | Марк-Филипп Добресс | Республиканцы, Разные правые                              | 472              | 8,28  | 1           | -1              |
|       | Гислен Камбье       | Союз демократов и независимых, Разные правые              | 472              | 8,28  | 1           | +1              |
|       | Джошуа Ошар         | Национальное объединение                                  | 433              | 7,60  | 1           | +1              |
|       | Франк Дерсен        | «Горизонты», Демократическое движение                     | 407              | 7,14  | 1           | +1              |
|       | Оливье Энно         | Союз демократов и независимых, Разные правые              | 320              | 5,61  | 1           | -1              |
|       | Селин Скавеннек     | Европа Экология Зелёные, Экологисты                       | 315              | 5,53  | 0           | 0               |
|       | Фредерик Маршан     | «Возрождение»                                             | 294              | 5,16  | 0           | -1              |
|       | Мартин Фийоль       | Разные левые, Радикальная левая партия                    | 292              | 5,12  | 0           | 0               |
|       | Люк Вемель          | Разные правые                                             | 126              | 2,21  | 0           | 0               |
|       | Юго Берналисис      | Непокорённая Франция                                      | 91               | 1,60  | 0           | 0               |
|       | Стефан Морис        | Крайне правые                                             | 31               | 0,54  | 0           | 0               |
|       | Жан Мёрис           | Разные правые                                             | 31               | 0,54  | 0           | 0               |
| Итого | Итого               | Итого                                                     | 5 700            | 100,0 |             |                 |

## Результаты выборов 2017 года[2]
В выборах сенаторов 2017 года участвовали 12 списков кандидатов и 5696 выборщика.
|       | Лидер списка        | Политическая направленность                                 | Получено голосов | %     | Кол-во мест | +/- (к 2017 г.) |
| ----- | ------------------- | ----------------------------------------------------------- | ---------------- | ----- | ----------- | --------------- |
|       | Валери Летар        | Союз демократов и независимых, Разные правые                | 998              | 17,90 | 2           | 0               |
|       | Патрик Канне        | Социалистическая партия, Радикальная левая партия           | 986              | 17,69 | 2           | -3              |
|       | Эрик Боке           | Коммунистическая партия                                     | 749              | 13,44 | 2           | 0               |
|       | Марк-Филипп Добресс | Республиканцы, Разные правые                                | 679              | 12,18 | 2           | +1              |
|       | Фредерик Маршан     | Вперёд, Республика!                                         | 446              | 8,00  | 1           | +1              |
|       | Жан-Пьер Декуль     | Разные правые                                               | 439              | 7,89  | 1           | 0               |
|       | Дани Ваттебле       | Союз демократов и независимых, Разные правые, Республиканцы | 435              | 7,80  | 1           | +1              |
|       | Мелани Дисдье       | Национальный фронт                                          | 248              | 4,45  | 0           | 0               |
|       | Жан-Пьер Батай      | Республиканцы, Разные правые                                | 224              | 4,02  | 0           | 0               |
|       | Мирьям Ко           | Европа Экология Зелёные, Экологисты                         | 188              | 3,37  | 0           | 0               |
|       | Дельфин Батай       | Разные левые                                                | 160              | 2,87  | 0           | 0               |
|       | Доминик Слаболепси  | Партия Франции                                              | 22               | 0,39  | 0           | 0               |
| Итого | Итого               | Итого                                                       | 5 574            | 100   | 11          |                 |

## Результаты выборов 2011 года[3]
В выборах сенаторов 2011 года участвовали 10 списков кандидатов и 5677 выборщиков.
|       | Лидер списка       | Политическая направленность                                                                        | Получено голосов | %     | Кол-во мест | +/- (к 2001 г.) |
| ----- | ------------------ | -------------------------------------------------------------------------------------------------- | ---------------- | ----- | ----------- | --------------- |
|       | Мишель Делебарр    | Социалистическая партия, Зеленые, Радикальная левая партия, Гражданское и республиканское движение | 2 100            | 37,68 | 5           | +1              |
|       | Жан-Рене Лесерф    | Союз за народное движение, Новый центр, Разные правые                                              | 1 022            | 18,34 | 2           | 0               |
|       | Эрик Боке          | Коммунистическая партия, Левая партия                                                              | 842              | 15,11 | 2           | 0               |
|       | Алекс Тюрк         | Разные правые                                                                                      | 577              | 10,35 | 1           | -1              |
|       | Жак Лежандр        | Союз за народное движение, "Подъем Республики", Разные правые                                      | 539              | 9,67  | 1           | 0               |
|       | Иван Ренар         | Разные левые                                                                                       | 162              | 2,91  | 0           | 0               |
|       | Натали Ак          | Национальный фронт                                                                                 | 141              | 2,53  | 0           | 0               |
|       | Дидье Легран       | Разные правые                                                                                      | 118              | 2,12  | 0           | 0               |
|       | Жоэль Вильмотт     | Разные правые                                                                                      | 57               | 1,02  | 0           | 0               |
|       | Доминик Слаболепси | Партия Франции                                                                                     | 15               | 0,27  | 0           | 0               |
| Итого | Итого              | Итого                                                                                              | 5 573            | 100   | 11          |                 |

## Избранные сенаторы (2023-2029)
- Дани Ваттебле (Союз демократов и независимых), член Совета и бывший мэр города Лескен, бывший член Совета департамента Нор
- Мари-Клод Лермит[фр.], член Совета региона О-де-Франс, бывший мэр коммуны Брукерк
- Патрик Канне (Социалистическая партия), бывший министр по делам градоустройства, молодежи и спорта, бывший президент Совета департамента Нор
- Одри Линкане (Социалистическая партия), первый вице-мэр города Лилль, бывший депутат Национального собрания Франции
- Мишель Греом (Коммунистическая партия), бывший мэр города Оннен
- Александр Бакен[фр.] (Коммунистическая партия), бывший мэр коммуны Авен-лез-Обер (с 01.11.2024)
- Марк-Филипп Добресс (Республиканцы), бывший министр и депутат Национального собрания Франции, бывший мэр города Ламберсар
- Гислен Камбье[фр.] (Союз демократов и независимых),  член Совета региона О-де-Франс, бывший мэр коммуны Потель
- Джошуа Ошар[фр.] (Национальное объединение), член совета города Денен
- Франк Дерсен[фр.] (Горизонты), член Совета региона О-де-Франс, бывший депутат Национального собрания Франции, бывший мэр города Тетегем-Кудкерк-Виллаж
- Оливье Энно (Союз демократов и независимых), бывший вице-президент Совета департамента Нор, бывший мэр города Сент-Андре-ле-Лилль

- Эрик Боке (Коммунистическая партия), мэр коммуны Маркийи (до 01.11.2024, отставка)

## Избранные сенаторы (2017-2023)
- Валери Летар (Союз демократов и независимых), 1-й вице-президент Совета региона О-де-Франс, вице-президент Сената
- Оливье Энно (Союз демократов и независимых), вице-президент Совета департамента Нор, мэр города Сент-Андре-ле-Лилль
- Мартин Фийоль (Социалистическая партия), член Совета департамента Нор
- Эрик Боке (Коммунистическая партия), мэр коммуны Маркийи
- Мишель Греом (Коммунистическая партия), мэр города Оннен
- Марк-Филипп Добресс (Республиканцы), мэр города Ламберсар
- Брижитт Лербье (Республиканцы)
- Фредерик Маршан (Вперёд, Республика!), член Совета департамента Нор, мэр-делегат ассоциированной коммуны Элем-Лилль.
- Жан-Пьер Декуль (Разные правые)
- Дани Ваттебле (Союз демократов и независимых), мэр города Лескен

## Избранные сенаторы (2011-2017)
- Мишель Делебарр (Социалистическая партия)
- Дельфин Батай (Социалистическая партия)
- Доминик Бэйи (Социалистическая партия), мэр города Орши
- Мари-Кристин Бланден (Партия зеленых) (с 21.09.2011 по 03.07.2017, отставка)
- Рене Вандьеандонк (Социалистическая партия), мэр Рубе
- Жан-Рене Лесерф (Союз за народное движение), президент Совета департамента Нор (21.09.2011 - 21.04.2015, запрет совмещения более двух мандатов)
- Валери Летар (Новый центр), 1-й вице-мэр Валансьена
- Эрик Боке (Коммунистическая партия), мэр коммуны Маркийи
- Мишель Демессен (Коммунистическая партия)
- Алекс Тюрк (Разные правые)
- Жак Лежандр (Республиканцы)

- Патрик Макле (Республиканцы), (22.04.2015 - 04.06.2017, умер)
- Беатрис Дешам (Республиканцы), вице-президент Совета департамента Нор (04.06.2017 - 15.06.2017, запрет совмещения более двух мандатов)
- Ален Пуайяр (Республиканцы) (с 15.06.2017)
- Анн-Лиз Дюфур-Тонини (Социалистическая партия), мэр Денена (с 04.07.2017)